# يوي ساكاكيبارا
يوي ساكاكيبارا (باليابانية: 榊原ゆい؛ بالكانا: さかきばら ゆい) هي ملحنة ومغنية وكاتبة غنائية ومؤدية صوت يابانية، ولدت في 13 أكتوبر 1980 في هيوغو في اليابان.

## وصلات خارجية
- الموقع الرسمي
- يوي ساكاكيبارا على موقع IMDb (الإنجليزية)
- يوي ساكاكيبارا على موقع ميوزك برينز (الإنجليزية)
- يوي ساكاكيبارا على موقع ديسكوغز (الإنجليزية)
- يوي ساكاكيبارا على موقع قاعدة بيانات الفيلم (الإنجليزية)
- يوي ساكاكيبارا على موقع ANN person (الإنجليزية)